# Coprosma rhynchocarpa
Coprosma rhynchocarpa är en måreväxtart som beskrevs av Asa Gray. Coprosma rhynchocarpa ingår i släktet Coprosma och familjen måreväxter. Inga underarter finns listade i Catalogue of Life.